# 港囧
《港囧》，中国喜剧电影，导演徐峥，主演徐峥、赵薇、包贝尔、杜鵑。该片由北京真乐道文化传播有限公司制作，在香港和上海取景。中国大陸于2015年9月25日上映，香港和澳門則在2015年11月19日上映。上映1個月票房便衝破16億人民幣。

## 剧情
徐來（徐崢 飾）曾經是油畫系學生，跟當時的初戀女友兼同班同學楊伊（杜鵑 飾）愛得火熱之際，楊伊為了到香港發展而與徐來分手了。其後徐來意外的與另一名同學蔡菠（趙薇 飾）相戀並結婚，更加入了蔡菠父親的胸圍公司工作，徐來亦因此被迫放棄自己當畫家的夢想，而且跟蔡菠一直沒能生下孩子而一直被蔡菠的家人們當成笑柄，地位相當低微。
後來有一天徐來及其一家人来香港旅遊，但徐來夫婦各有真正目的。其中徐來想偷偷來到楊伊在香港的畫展與她見面，而蔡菠則在香港似乎有約。但兩人一大早就先被舅子拉拉（包貝爾 飾）陰魂不散的死纏爛打進行拍攝追訪，因為拉拉想趁機拍攝作品參加日本的國際紀錄片電影展節。徐來與家人來到茶餐廳用膳並再次遭到家人們的冷嘲熱諷，蔡菠更以回覆電話為由先行離開，但實際上她已經在赴約了，而徐來則毫不知情。徐來把蔡菠的家人都送走以後回到酒店，並準備盛裝出席楊伊的畫展時遭仍然留在香港的拉拉抓包並被抓去拍攝訪問片段，當中拉拉的問題讓徐來非常不滿跟焦躁，結果徐來趁電話響起的時候借機離開。但徐來走到酒店大堂時遭到兩名香港重案組警察為了調查酒店對開大廈的一宗墮樓案而遭攔截並問話，這時徐來見到剛下樓的拉拉，就向警察們表示拉拉與墮樓案有可疑並擺脫問話，從而掙脫拉拉的糾纏，但拉拉很機警的發現了徐來，故此也擺脫了警察的問話，而徐來亦因此狼狽的跑上一部計程車並前往畫展的舉辦地點------維多利亞廣場（原型地點為數碼港），但可惜因為中途遇上因配合電影拍攝的封路而停下來，拉拉亦因此追上徐來的計程車，徐來因而被迫提早下車並繼續遭到拉拉的糾纏。
兩人不知不覺走到電影拍攝工作範圍，並目睹拍攝電影的名導演王晶，徐來心生一計，表示王晶導演可以成為拉拉的拍攝題材，結果成功引誘拉拉拍攝王晶導演的工作情況，但徐來試著偷跑到維多利亞廣場時因聽到拉拉找他的聲音而躲在臨時衣裝間，但拉拉突然出現並把鐵頭人頭盔戴在徐來頭上，結果徐來慘遭工作人員當成飾演鐵頭人的臨記演員，拉拉更成為飾演混混的臨記演員。但拉拉在導演開鏡以後一直的拍攝著特技師，結果導致特技師發生失誤提早爆破並導致有臨記演員受傷，就在特技師出去查看情況時拉拉搶了爆破用的遙控器意圖以爆破的形式幫徐來脫下頭盔，徐來為免意外毀容而與拉拉爭奪遙控器，結果意外導致更多的爆破，連特技師都遭炸傷了。
為了解開徐來的頭盔，兩人跑到旺角的一家有名開鎖店，但店主的兒子反指點他們二人到附近樓上的風月場所多佳麗，因為店主奉命到多佳麗幫助嫖客解開手銬，結果徐來的造形遭小姐們嘲笑，後來徐來突然鬧肚子而跑到某個房間的廁所，而拉拉趁機偷拍另一個房間，怎料蔡菠於早上為徐來準備的服藥提示機發出提示而被房間內的黑人男用手銬鎖在洗手盆並遭毒打，而拉拉亦遭另一個房間內的客人發現而落跑，更走到某個黑幫據點時打翻前任老大的骨灰，結果黑幫老大加入追殺拉拉的行列。徐來為了逃跑而強行把洗手盆拔出來並打暈了黑人男，但因為無路可逃的情況下走到大廈外逃生。
兩人經過大廈的不同場所後最終成功逃出生天，但徐來喝令拉拉不准跟拍下去。而之前截查徐來及拉拉的兩位警察因拉拉逃跑時的報警求助而到了多佳麗調查，並在該場所的小姐們
口中得知兩人已換成標奇立異的裝扮。這時徐來終於來到畫展的開幕禮，但徐來發現到自己的標奇立異裝扮後，只能忍痛寫信向楊伊表示當中的無法用言語表達的狀況，並表示可能永遠再沒機會相見。就在徐來準備借助在場的1個傷殘航拍機駕駛員送信時拉拉突然帶著開鎖店店主並成功解開徐來的頭盔及扣著洗手盆的手銬，徐來因此叫航拍機駕駛員把航拍機回航，但航拍機卡在廣場上方的裝飾，徐來著急起來就爬上裝飾，但信件已遭拉拉拾取並打開了，結果拉拉終於知道徐來一直擺脫他的原因並準備告訴蔡菠這一切，兩人因而不歡而散，拉拉決定致電給兩個警察並表示兇手是徐來。徐來於展覽中準備向楊伊表示身份時再遭拉拉用一樣的鐵頭人頭盔戴上，故此只能憤怒的丟下自己一直帶來的畫卷並跑去追拉拉，楊伊亦拾起畫卷並發現這畫卷是她跟徐來在求學時合作過的一幅電影海報。徐來及拉拉兩人在天橋上再次爆發追逐戰，結果拉拉的攝影機被徐來搶走，而拉拉雖然搶到徐來的手機，但為了奪回攝影機而引爆徐來的頭盔。
拉拉追上徐來時發現楊伊的的微信訊息，徐來二話不說的回覆了楊伊，但這時兩名警察已經來到並將兩人用手銬鎖起來，徐來將拉拉的攝錄機丟出天橋，拉拉為了奪回攝錄機而拉著被扣在一起的徐來跳出天橋並掉到途經的一部開篷巴士上層，兩名警察決定兵分兩路追截他們。徐來在車上在上層的眾多乘客見證下向拉拉的攝錄機將楊伊的事全數剖白，表示這次的見面正是希望留下青春的證明，因為兩人初戀期間從沒成功親吻過一次，結果他的剖白得到所有乘客的鼓掌。就在這時巴士突然減速，徐來意外的掉出車外，拉拉亦表示願意原諒他而與其他乘客想辦法救他上來，結果拉拉跑到下層叫司機停車，但巴士在飄移時把徐來砸到廣告版上並掉到下方的垃圾箱。
徐來獲救後向拉拉表示他不赴約與楊伊見面，因自覺他們被命運安排是不可能能夠見面的，就在這時他們收到蔡菠出車禍的消息而趕到醫院，結果兩人來到醫院時發現是蔡菠的家人騙徐來到醫院進行檢查，以確認徐來與蔡菠沒孩子的原因是否出自於他，但這同時被醫生拿來作教材教導學生針灸取精法。徐來離開醫生房間後忍無可忍的向拉拉的攝錄機將對蔡菠家人多年來的不滿全數發泄出來，甚至連她的侄兒都罵哭了，最後在拉拉問有關與蔡菠的感情時只能表示歉疚而離開，並決定還是前往洲際酒店 與楊伊見面。這時蔡菠來到醫院找徐來，原來她今天的赴約對象是他們二人之前在法國旅行時途經的農莊貨倉的業主，而她這次來香港是為了拿鑰匙，因為她為徐來買下這貨倉給他當工作室，拉拉聽到後決定趕到洲際酒店向徐來告知此事，幸好的是其中1個老警察駕車來到醫院與拉拉會合，故此拉拉上車並告訴老警察前往洲際酒店。
徐來到了洲際酒店與楊伊見面並互相問候這十幾年來的近況，但楊伊後來有其他客人來了找她而先暫時離開一下，並表示徐來身上有股榴槤味（就是他在巴士上掉到垃圾箱裡的那些垃圾當中有榴槤殼所導致）而請他可以使用上層的浴室沖洗一下。拉拉在車上看著自己拍的素材時哭著刪除那些不和的部分，就在這時發現早上為徐來拍攝的第1段影片中竟然拍到墮樓案的案發經過，還能看到駕車的老警察的樣子，就在這時老警察拿槍指著拉拉要求他交出攝錄機，但拉拉很機警的令車子失控並意外跌落王晶導演的另1個拍攝地點，結果成功脫離險境。徐來在這時候終於知道楊伊邀請他來畫展，甚至邀請到酒店的原因是讓他成為下一系列的作品之一，也正是楊伊這麼多年來有交集的男子的合輯，結果徐來很不滿之餘還想衝動到想吻楊伊，但他發現自己一直吻不下，楊伊知道他只想完成當年未能完成的初吻而已，而不是真正的想吻她，而徐來亦坦言他原來一直想著自己的老婆菠菜，楊伊表示這是他心裡其實很愛菠菜的證明，並鼓勵他該把過去的事放下。就在這時老警察已經暗中綁架了蔡菠，而另一個新警察來到楊伊的工作室時遭趕到酒店的拉拉打昏並向徐來表示這兩個警察的野心。拉拉打開攝錄機並尋找拍攝到案發經過的片段時意外開到另一段徐來離開醫院以後拉拉為蔡菠拍攝的影片，徐來看了以後大受感動並哭泣起來，楊伊亦明白當年與她一同來香港發展、但最後放棄來港發展念頭的蔡菠就是徐來所說的菠菜，就在這時他們收到蔡菠被綁架的消息，故此他們帶著被擒的新警察動身前往市區某座建築中的大廈進行救援（原型地點為One Bay East）。
眾人來到蔡菠被綁架地點後發現蔡菠被帶到一塊吊著的強化玻璃上，兇手表示他們所擒的另一個警察根本不是同伙，並且趁機好好羞辱一頓，結果新警察掙脫拉拉的束縛並拿拉拉手上的槍準備攻擊老警察時反遭老警察打中倒地，甚至開槍打斷其中1條吊著強化玻璃的鐵鏈，蔡菠因此失平衡並快要掉下之際徐來跟楊伊一同跑到玻璃上讓玻璃回復平衡。拉拉亦迫於無奈就把攝錄機交給老警察，但反被老警察要求一同跑到玻璃上，就在老警察準備將徐來他們殺死時新警察突然起來反抗，兩人糾纏期間更意外打斷另一條鐵鏈，最後新警察成功拘捕老警察（因為他將計就計穿了避彈衣逃過一死）。而徐來在玻璃上再次向蔡菠表示心蹟以及這一整天下來得到的領悟，並讓拉拉及楊伊返回安全地方後表示如果蔡菠會掉下去的話他亦會與她同死，徐來兩人趁玻璃爆裂之際抓住拉拉的攝錄機繩帶並懸吊著，但結果兩人還是掉了下去，慶幸的是這時警察的增援已經趕到並已經打開了救生氣墊接住他們而獲救。
終於，拉拉的處女作紀錄片終於完成了，並在結尾表示蔡菠在這次行程期間終於成功懷上徐來的孩子，拉拉憑藉這紀錄片而獲得香港電影金像獎的新晉導演獎，最後拉拉遭徐來戴上當時的鐵頭人頭盔並爆破作結。

## 演出
| 演员   | 角色           | 备注                                   |
| 徐峥   | 徐来           | 年青藝術家，後來因生活而改為设计胸罩   |
| 赵薇   | 蔡菠           | 徐來時常暱稱菠菜，徐来的妻子           |
| 包贝尔 | 蔡拉拉         | 蔡菠的弟弟，夢想成為紀錄片導演         |
| 杜鵑   | 杨伊           | 徐来的大學初恋，後來成為國際著名藝術家 |
| 葛民辉 | 老警察         | 调查坠楼案（实为真正凶手）             |
| 李璨琛 | 新警察         | 调查坠楼案                             |
| 陶虹   | 金像獎頒奬嘉賓 |                                        |
| 潘虹   | 蔡菠母親       | 恨有孫，常找徐來便宜                   |
| 趙有亮 | 蔡菠父親       | 恨有孫，常找徐來便宜                   |
| 朱媛媛 | 蔡菠姐姐       | 網上賣手袋而發達，常找徐來便宜         |
| 王迅   | 蔡菠姐夫       |                                        |
| 余天傲 | 蔡菠侄兒       |                                        |
| 馮勉恆 | 茶餐廳侍應     | 客串                                   |
| 何佩瑜 | 性感女郎       | 避孕套女郎                             |
| 崔碧珈 | 性感女郎       |                                        |
| 許佩瑜 | 性感女郎       |                                        |
| 阮毅雄 | 的士司機       |                                        |
| 王晶   | 王晶           | 客串, 導演                             |
| 八兩金 | 劇組           | 特技師                                 |
| 林曉峰 | 劇組           | 副導演                                 |
| 車保羅 | 開鎖王         |                                        |
| 苑瓊丹 | 櫻桃小丸子     | 多佳麗員工                             |
| 林雪   | 彪哥           | 客串；黑社會大佬                       |
| 鄭丹瑞 | 畫展司儀       | 客串                                   |
| 田啟文 | 科技宅男       | 模仿霍金                               |
| 吳耀漢 | 電梯老伯       |                                        |
| 詹瑞文 | 陳大夫         | 生育專科醫生                           |
| 莊思敏 | 楊伊助手       |                                        |

## 制作
该片是徐峥继“囧途”系列电影的第三部喜剧电影，但實際上與《人在囧途》沒有任何關係。
2015年3月下旬，《港囧》的预告片发布。

## 宣传发行
2015年3月25日，片方发布先导预告片，片中借用港片元素徐峥拿枪逼赵薇出演女主角，而跪在玻璃板上的赵薇在多高的楼上引发网友进行的各种数据推演，之后徐峥证实是实景拍摄，用直升机航拍在33层高楼外玻璃板上的赵薇。30日，定档发布会上，徐峥以“徐布斯”身份，用互联网模式产品推介本片。
2015年9月21日，香港上市公司21控股（歡喜傳媒前身）以1.5億元人民幣（1.83億港元）收購該片收益權。

## 電影歌曲
《港囧》電影裏出現“粤语老歌大串烧”，收集了不少香港80、90年代粵語經典金曲：
- 陳百強《偏偏喜歡你》
- 譚詠麟《誰可改變》
- 張國榮《為你鍾情》《当年情》《倩女幽魂》《拒绝再玩》
- 張學友《餓狼傳說》（片頭曲）
- 陈小春《乱世巨星》
- 林子祥《真的漢子》
- 许冠杰《沧海一声笑》
- 草　蜢《忘情森巴舞》
- 卢冠廷《一生所爱》
- 叶丽仪《上海滩》
- Beyond《情人》
- 叶振棠《万里长城永不倒》（片尾曲）

## 评价
M1905电影网影评：“看《港囧》的时候，会感到很强的撕裂感。一方面，导演希望影片能继续关注市场，照顾观众，并试着迎合观众；同时，它又有强烈的个人表达，展示作者的一面。这种撕裂感，使得影片稍微有点混乱。无论类型还是方向，都让人有点摸不透。影片在后半部分，也基本偏离了前面喜剧的方向，变成了中年男人的家庭伦理剧，包括结尾的天台戏，也拍得太长、太假，看久了会非常腻。最终，《港囧》仍然只能是中年男人的自我假想，并能获得中年已婚男性的情感共鸣。多少带些顾影自怜，却忘了，自己早就过了爱做梦的年纪。”

## 争议

### 被指抄袭好莱坞电影
据媒体报道称，《港囧》在主题、情节以及人物设置上，涉嫌抄袭电影《最后的维加斯》，引发热议。编剧束焕则认为，该片在创作时确实借鉴过一些好莱坞电影，但是认为“本土化的过程本身也是一种‘原创’”。

## 票房
中国大陆首周三天以6.83亿夺冠，创造了华语2D电影的多个票房纪录；次周收6.51亿蝉联冠军，最终累计16亿人民币。
台灣票房方面，入場觀眾總數少於20位，最終票房4300元新台幣。
| 上一届： 《碟中谍5》 | 2015年中国内地一周票房冠军 第38-39周（9月21日—10月4日） | 下一届： 《夏洛特烦恼》 |

## 电视节目的变迁
| 中国大陆 江苏卫视 幸福剧场 | 中国大陆 江苏卫视 幸福剧场                | 中国大陆 江苏卫视 幸福剧场 |
| -------------------------- | ----------------------------------------- | -------------------------- |
|                            | 港囧 （2017年4月17日）                    |                            |
| 白鹿原 （2017年4月16日）   | 繁星四月 （2017年4月18日－2017年5月10日） |                            |